# Vida Goldstein
Vida Jane Mary Goldstein (Portland, 13 de abril de 1869 - 15 de agosto de 1949) fue una sufragista australiana y reformadora social. Fue una de las cuatro candidatas en las elecciones federales de 1903, la primera en la que las mujeres eran elegibles para presentarse. 

## Biografía
Vida Goldstein nació en Portland, aunque su familia se mudó a Melbourne en 1877 cuando tenía alrededor de ocho años. Allí asistiría al Presbyterian Ladies 'College para cursar su educación inicial. Goldstein siguió los pasos de su madre y se integró al movimiento del sufragio femenino para, posteriormente, convertirse en una de sus líderes. Destacó allí por su oratoria así como su trabajo como editora de publicaciones en favor del sufragio. A pesar de sus esfuerzos, Victoria fue el último estado australiano en implementar la igualdad de derechos de voto, ya que no se les concedió el voto a las mujeres hasta 1908. 
En 1903, Goldstein impugnó sin éxito el Senado como independiente, ganando el 16.8 por ciento de los votos. Fue una de las primeras cuatro mujeres en postularse para el parlamento federal, junto con Selina Anderson, Nellie Martel y Mary Moore-Bentley. Goldstein se postuló para el parlamento cuatro veces más y, a pesar de no ganar nunca una elección, recuperó su depósito en todas las ocasiones menos en una. Su postura política de izquierda, y algunas de sus opiniones más radicales, alejaron tanto al público en general como a algunos de sus asociados en el movimiento de mujeres. 
Después de que se logró el sufragio de las mujeres, Goldstein siguió siendo una destacada defensora de los derechos de las mujeres y otras reformas sociales. Mantuvo una postura pacifista durante la Primera Guerra Mundial y ayudó a fundar la Armada Pacifista de Mujeres. Posteriormente, Goldstein continuó trabajando desde un perfil más bajo, dedicando la mayor parte de su tiempo al movimiento de la Ciencia Cristiana. Su muerte pasó en gran medida inadvertida, y no fue sino hasta finales del siglo XX que sus contribuciones fueron puestas en conocimiento del público en general. 

## El sufragio y la participación de las mujeres en la política

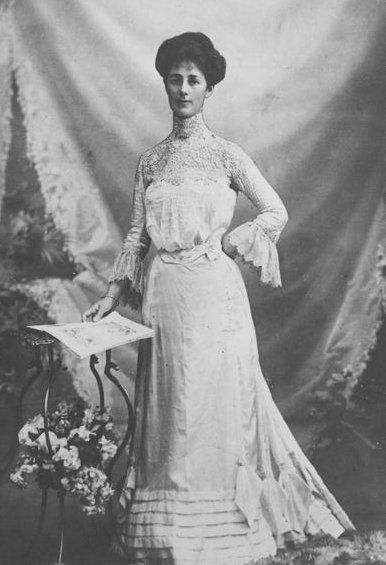
Goldstein Alrededor de la edad de 35 (c. 1905)

En 1891, Isabella Goldstein fue reclutada para ayudar a recolectar firmas para una petición de sufragio femenino. Durante la década de 1890 se mantuvo en la periferia del movimiento de mujeres durante la década de 1890, pero su interés principal durante este período fue con su escuela y las causas sociales urbanas, particularmente la Liga Nacional contra la Sudoración y la Sociedad de Criminología. Este trabajo le dio experiencia de primera mano sobre las desventajas sociales y económicas de las mujeres, que ella creía que eran producto de su desigualdad política.
A través de este trabajo, se hizo amiga de Annette Bear-Crawford, con quien hizo una campaña conjunta por cuestiones sociales, incluida la franquicia de mujeres, y organizó una apelación para el Hospital Queen Victoria para mujeres. Después de la muerte de Bear-Crawford en 1899, Goldstein asumió un papel de organización y cabildeo mucho mayor para el sufragio y se convirtió en secretaria del Consejo Unido para el Sufragio de la Mujer . Se convirtió en una popular oradora pública sobre temas de mujeres, orando ante salas llenas alrededor de Australia y, finalmente, Europa y los Estados Unidos. En 1902 viajó a los Estados Unidos, hablando en la Conferencia Internacional de Sufragio de Mujeres (donde fue elegida secretaria), dio pruebas a favor del sufragio femenino ante un comité del Congreso de los Estados Unidos y asistió a la Conferencia del Consejo Internacional de Mujeres".
En 1903, como independiente con el apoyo de la recién formada Asociación Política Federal Femenina, fue candidata al Senado australiano, convirtiéndose en una de las primeras mujeres en el Imperio Británico en presentarse a las elecciones para un parlamento nacional (las mujeres australianas habían ganado El derecho a votar en las elecciones federales de 1902). Recibió 51,497 votos (casi el 5% del total de las boletas) pero no pudo asegurar un escaño en el Senado. La pérdida la llevó a concentrarse en la educación femenina y la organización política, lo que hizo a través de la Asociación Política de Mujeres (WPA) y su revista mensual Australian Women's Sphere, que describió como el "órgano de comunicación entre los, en un momento pocos, pero ahora muchos, aún dispersos, partidarios de la causa". Se presentó nuevamente al parlamento en 1910, 1913 y 1914; su quinta y última oferta fue en 1917 para un escaño en el Senado sobre el principio de la paz internacional, una posición que perdió sus votos. Siempre hizo campaña en plataformas ferozmente independientes y fuertemente izquierdistas, lo que le dificultaba atraer un gran apoyo en la votación. Su secretaria de campaña en 1913 fue Doris Blackburn, más tarde elegida para la Cámara de Representantes de Australia.

## Otras actividades
Desde la década de 1890 hasta la década de 1920, Goldstein apoyó activamente los derechos de las mujeres y la emancipación en una variedad de foros, incluido el Consejo Nacional de Mujeres, la Asociación Victoriana de Servidoras Femeninas y el Club de Escritoras. Ella presionó activamente al parlamento sobre cuestiones como la igualdad de derechos de propiedad, control de natalidad, leyes de igualdad de naturalización, la creación de un sistema de tribunales de menores y el aumento de la edad de consentimiento para el matrimonio. Sus escritos en varias publicaciones periódicas y documentos de la época influyeron en la vida social de Australia durante los primeros veinte años del siglo XX.
En 1909, habiendo cerrado la Esfera en 1905 para la dedicar más plenamente a la campaña para sufragio hembra en Victoria,  funde un segundo diario @– Votante de Mujer. Devenga un de apoyo mouthpiece para sus campañas políticas más tardías. De australiano suffragists en este periodo Goldstein era uno de un handful a garner una reputación internacional. En el Reino Unido Adelaide-Muriel nacida Asuntos era en el forefront de las campañas públicas pacíficas que defienden para el sufragio de las mujeres, y atención global obtenida para su parte en El Incidente de Reja, el cual resultó en el desmantelando de la reja qué cubierto las Señoras' Galería en la Casa de Commons. En temprano 1911 Goldstein visitó Inglaterra en el behest de Unión Social y Política de las Mujeres. Sus discursos alrededor del país dibujaron las multitudes enormes y su visita era touted cuando 'la cosa más grande aquello ha pasado en el movimiento de mujeres para algún tiempo en Inglaterra'. Incluya visitas a Campañas de Vacaciones en el Distrito de Lago para Liverpool WPSU organizador Alice Davies, junto con escritor y activista amigos Beatrice Harraden.
Eagle House, cerca de Bath en Somerset, se había convertido en un refugio importante para las sufragistas británicas que habían sido liberadas de prisión. Los padres de Mary Blathwayt fueron los anfitriones y plantaron árboles allí entre abril de 1909 y julio de 1911 para conmemorar los logros de las sufragistas, incluidas la madre y la hermana de Adela, Christabel, así como Annie Kenney, Charlotte Despard, Millicent Fawcett y Lady Lytton.  Los árboles eran conocidos como "Arboreatum de Annie" después de Annie Kenney.

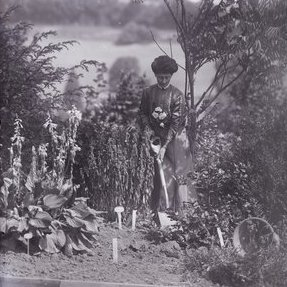
Vida Goldstein En Casa de Águila en 1910

## Última etapa de su vida
En las últimas décadas de su vida, su enfoque se centró más intensamente en su fe y espiritualidad como solución a los problemas del mundo. Se involucró cada vez más con el movimiento de la Ciencia cristiana, cuya iglesia en Melbourne ayudó a fundar. Durante las siguientes dos décadas, trabajaría como lectora, practicante y sanadora de la iglesia. No se casó y vivió sus últimos años con sus dos hermanas, Aileen y Elsie (viuda de Henry Hyde Champion). Vida Goldstein murió de cáncer en su casa en South Yarra, Victoria, el 15 de agosto de 1949, a los 80 años. Fue incinerada y sus cenizas esparcidas.  
Aunque su muerte pasó desapercibida en su momento, Goldstein más tarde sería reconocida como una figura pionera sufragista y un personaje fundamental en la historia social australiana. La segunda ola del feminismo llevó a un renacimiento del interés en Goldstein y la publicación de nuevas biografías y artículos de revistas. 
En 1978, una calle en el suburbio de Chisholm en Canberra fue nombrada Goldstein Crescent en honor a su trabajo como reformadora social.
En 1984, la División de Goldstein, un electorado en Melbourne, recibió su nombre. A la fecha, se han establecido asientos en su honor en Parliament House Gardens, Melbourne y en Portland, Victoria. El Lobby Electoral de Mujeres en Victoria ha nombrado un premio después de ella. 2008 fue el centenario del sufragio femenino en Victoria y se recordó la contribución de Vida.
Vida Goldstein es uno de los seis australianos cuyas experiencias de guerra están presentadas en La Guerra Que Nos Cambió, una serie documental televisiva sobre la implicación de Australia en Primera Guerra Mundial.
Vida Goldstein aparece como un personaje principal en la novela de Wendy James, Out of the Silence, que examinó el caso de Maggie Heffernan, una joven victoriana que fue condenada por ahogar a su pequeño hijo en Melbourne, en 1900.